# Liste de périodiques entomologiques
Cet article liste des périodiques entomologiques du monde entier et de langues diverses, actuels ou disparus. Le nom du périodique est suivi, éventuellement, de la date de création - et, le cas échéant, de disparition -, d'une brève définition du domaine entomologique et géographique couvert, de l'organisme entomologique éditeur, du lieu d'édition, de la (des) langue(s) utilisée(s), de l'ISSN et d'un lien vers le site officiel.
Les périodiques consacrés exclusivement ou principalement à une catégorie précise d'insectes ne sont pas listés ici.
- Haut – A
- B
- C
- D
- E
- F
- G
- H
- I
- J
- K
- L
- M
- N
- O
- P
- Q
- R
- S
- T
- U
- V
- W
- X
- Y
- Z

## A
- Acta Entomologica Chilena (Chili)
- Acta Entomologica Musei Nationalis Pragae (République Tchèque)
- Acta Entomologica Serbica (Serbie)
- Acta Entomologica Silesiana
- Acta Entomologica Sinica (Chine)
- Acta Entomologica Slovenica (Slovénie)
- Advances in Insect Physiology
- African Entomology
- Agricultural and Forest Entomology
- Amateur Entomologist
- American Entomologist
- Annales de la Société Entomologique de France (France)- Site
- Annals of the Entomological Society of America
- Annual Review of Entomology
- Antenna
- Applied Entomology and Zoology
- Arthropod-Plant Interactions
- Arthropod Management Tests
- Atropos (Royaume-Uni)
- Australian Entomologist (Australie)
- Australian Journal of Entomology

## B
- Beiträge zur Entomologie
- Besoiro (France) (1995 à aujourd'hui)  (ISSN 1267-2157) [1]
- Bulletin du Club Entomologique Régional Dauphinois "Rosalia" (France) - Site
- Bulletin of Entomological Research
- Bulletin de la Société Entomologique de France (France) - Site
- Bulletin de la Société Entomologique de Mulhouse (France) - Sommaires  (ISSN 0373-4544) (depuis 1895) - faune locale et exotique. Lépidoptères, coléoptères, orthoptères, diptères, hémiptères...
- Bulletin de la Société Entomologique du Nord de la France (France)
- Bulletin de la Société Linnéenne de Bordeaux (France) - http://pagesperso-orange.fr/linneenne-bordeaux/
- Bulletin de la société des lépidoptéristes Français, 1976-1978. Published by Georges Bouyssou, Jean Richebourg Rédacteur en chef [2]
- Bulletin de la Société Lorraine d'Entomologie (France) - Site
- Bulletin de la Société Sciences Nat (1971-1995) (France)  (ISSN 0249-5805) [3]

## C
- Canadian Entomologist (1868-) (Canada) -  (ISSN 0008-347X)
- Coléoptères (France) (1995 à aujourd'hui)  (ISSN 1265-3357) - Site

## D
- Dugesiana - Entomologie - Université de Guadalajara (Mexique) - Le nom du périodique commémore Romain Dugès, médecin d'origine française.

## E
- Ecological Entomology
- Entomologia experimentalis et applicata (Pays-Bas).
- Entomologica Austriaca (Autriche).
- Entomologica Fennica (1990-) (Finlande)
- Entomologica Gallica (1983-?) (France)
- Entomological Science
- Entomologisk Tidskrift (Suède)
- Entomologiste Picard (France)[4]
- Entomologist's Gazette, Truro (Cornouaille britannique, Royaume-Uni)
- Entomologist's Record and Journal of Variation, Stortford (Hertfordshire, Royaume-Uni)
- L'Entomologiste (1944-) (France), revue d'amateurs.
- Entomops (1965-1979) (France)
- Entomotropica
- Environmental Entomology
- European Entomologist (The) (France, République Tchèque, Angleterre) Revue consacrée aux Hétérocères, surtout Sphingidae.
- European Journal of Entomology

## F
- Faunitaxys (France)
- Florida Entomologist
- Folia entomologica hungarica (Hongrie)
- Folia entomologica mexicana (Mexique)
- Fragmenta entomologica

## G
- Graellsia - Entomologie ibérique.

## I
- Insect Conservation and Diversity
- Insect Molecular Biology
- Insecta Mundi
- Insectes (1988-) - OPIE (F-78 Guyancourt) -  (ISSN 0994-3544)[5].
- Insectes Sociaux

## J
- Japanese Journal of Applied Entomology and Zoology
- Journal of Applied Entomology
- Journal of Economic Entomology
- Journal of Entomology
- Journal of Insect Behavior
- Journal of Insect Conservation
- Journal of Insect Science
- Journal of Medical Entomology

## L
- Lambillionea (1926-) - Revue internationale d'entomologie (Belgique)[6].
- Le coléoptériste (1998-) - Revue de l'Association de Coléoptéristes français (ACOREP)- Site.
- Lépidoptères - Revue de l’Association des Lépidoptéristes de France (ALF) (1998-) - Revue Internationale de l’Association des Lépidoptéristes de France (ALF)- Site.
- Les nouvelles de l'entomologie française -  Bulletin d'information des adhérents de l'Union de l'Entomologie Française. Nombreux articles sur les insectes et l'entomologie.

## M
- Medical and Veterinary Entomology
- Miscellanea Entomologica, 1892- 1988. Publié par  E. Barthe, puis par Eugène Le Moult, et Sciences Nat[7]

## N
- Neotropical Entomology
- New Entomological Taxa
- New Zealand Entomologist (Nouvelle-Zélande)
- Nouvelle Revue d'Entomologie (1974-2014, 2 séries)
- Novitates Entomologicae (France) 1931- 1944. publié par Eugène Le Moult[8]

## P
- Phegea, journal de la Vlaamse Vereniging voor Entomologie (Belgique) - Lépidoptères principalement
- Physiological Entomology
- Psyche: A Journal of Entomology

## R
- Revue de l'Association Roussillonnaise d'Entomologie
- Revue française d'entomologie, publiée par l'AALEM, association des amis du laboratoire d'Entomologie du Muséum
- Revue Française d'Entomologie Générale (RFEG) - Rev. Fr. Entomol. Gén. 2019 - ...
- Rutilans, bulletin de l'association des coléoptéristes de France, 1998-
- Russian Entomological Journal

## S
- Systematic Entomology